# Pehka
Koordinaten: 59° 30′ N, 26° 21′ O
Pehka ist ein Dorf (estnisch küla) in der estnischen Landgemeinde Haljala im Kreis Lääne-Viru.
Es hat 43 Einwohner (Stand 2006).
In Pehka befindet sich ein 116 Meter hoher UKW-Sendemast.